# 母ちゃんに逢いたい!
『母ちゃんに逢いたい!』（かあちゃんにあいたい）は、テレビ東京系列で2017年4月2日から2018年3月31日まで放送されていたドキュメントバラエティ番組である。

## 概要
本番組は、街中にて気になる母親についてインタビューし、実際にその母親に逢いに行くといった内容であった。
2017年1月29日（日曜日）19:54 - 21:48（JST）の『日曜ビッグバラエティ』にてパイロット版が放送された。
2017年4月2日よりレギュラー化されて、同年9月24日まで毎週日曜日17:30 - 18:00（JST）に放送されていた。
2017年10月7日より毎週土曜日10:30 - 11:00（JST）に移動して放送されていた。
2018年4月14日より『TVチャンピオン極 〜KIWAMI〜』が放送されることになったため、本番組は同年3月31日をもって終了した。最終回は放送枠を拡大し、10:30 - 11:00・11:03 - 12:00（途中11:00 - 11:03は『TXNニュース』のため中断）に放送された。

## 出演者
- タカアンドトシ（タカ・トシ） - MC
- 須黒清華（テレビ東京アナウンサー） - アシスタント

## ネット局と放送時間
| 対象対象地域   | 放送局             | 系列           | 放送期間                                                          | 放送日時                                                 | ネット状況 |
| -------------- | ------------------ | -------------- | ----------------------------------------------------------------- | -------------------------------------------------------- | ---------- |
| 関東広域圏     | テレビ東京         | テレビ東京系列 | 2017年4月2日 - 9月24日 2017年10月7日 - 2018年3月31日              | 日曜 17:30 - 18:00 土曜 10:30 - 11:00                    | 制作局     |
| 北海道         | テレビ北海道       | テレビ東京系列 | 2017年4月2日 - 9月24日 2017年10月7日 - 2018年3月31日              | 日曜 17:30 - 18:00 土曜 10:30 - 11:00                    | 同時ネット |
| 愛知県         | テレビ愛知         | テレビ東京系列 | 2017年4月2日 - 9月24日 2017年10月7日 - 2018年3月31日              | 日曜 17:30 - 18:00 土曜 10:30 - 11:00                    | 同時ネット |
| 大阪府         | テレビ大阪         | テレビ東京系列 | 2017年4月2日 - 9月24日 2017年10月7日 - 2018年3月31日              | 日曜 17:30 - 18:00 土曜 10:30 - 11:00                    | 同時ネット |
| 岡山県・香川県 | テレビせとうち     | テレビ東京系列 | 2017年4月2日 - 9月24日 2017年10月7日 - 2018年3月31日              | 日曜 17:30 - 18:00 土曜 10:30 - 11:00                    | 同時ネット |
| 福岡県         | TVQ九州放送        | テレビ東京系列 | 2017年4月2日 - 9月24日 2017年10月7日 - 2018年3月31日              | 日曜 17:30 - 18:00 土曜 10:30 - 11:00                    | 同時ネット |
| 岩手県         | 岩手めんこいテレビ | フジテレビ系列 | 2017年6月4日 - 2018年3月4日 2018年3月18日 - 4月15日 2018年4月22日 | 日曜 13:30 - 14:00 日曜 13:00 - 14:00 日曜 13:00 - 13:30 | 遅れネット |
| 福島県         | 福島中央テレビ     | 日本テレビ系列 | 2017年10月6日 - 2018年4月6日                                      | 金曜 10:25 - 10:55                                       | 遅れネット |
| 富山県         | 富山テレビ         | フジテレビ系列 | 2017年10月8日 - 2018年9月30日                                     | 日曜 8:30 - 9:00                                         | 遅れネット |
| 和歌山県       | テレビ和歌山       | 独立局         | 2018年1月6日 - 3月31日 2018年4月6日 - 6月8日                      | 土曜 9:30 - 10:00 金曜 8:00 - 8:30                       | 遅れネット |
| 奈良県         | 奈良テレビ         | 独立局         | 2017年5月13日 - 10月21日 2018年4月3日 - 9月11日                   | 土曜 13:30 - 14:00 火曜 16:00 - 16:30                    | 遅れネット |
| 秋田県         | 秋田朝日放送       | テレビ朝日系列 | 2018年4月21日 - 2019年3月16日                                     | 土曜 16:00 - 16:30                                       | 遅れネット |

### 不定期ネット局
- 宮城県・ミヤギテレビ（日本テレビ系列）
- 静岡県・テレビ静岡（フジテレビ系列）
- 熊本県・テレビくまもと（フジテレビ系列）
- 沖縄県・琉球朝日放送（テレビ朝日系列）

### 過去のネット局
- 新潟県・新潟総合テレビ[3]（フジテレビ系列） - 2017年4月16日から日曜 8:30 - 9:00に放送されていたが、同年10月29日打ち切り。
- 長野県・長野朝日放送（テレビ朝日系列） - 2017年4月22日から土曜 16:00 - 16:30に放送されていたが、同年12月9日打ち切り。

## スタッフ
- 構成：藤井靖大、上野耕平、西村隆志
- CAM：長崎太資、林雅彦、加藤泰助、福永遼太、遠藤径介、松田祥宏、松尾典英、長谷川大典、石坂幸太郎
- MIX：伊藤康明、加藤正敏
- VE：木村雄、浅野貴勇
- 美術：三重野基
- デザイン：篠田幸実（途中から）
- 技術協力：ViViA、テクノマックス、戯音工房、イングス、プラス02
- タイトル：相馬綾子
- 編集：井上達生、岡田秀夫
- MA：三木多聞
- 音効：久坂惠紹
- 番宣：稲垣(浅井)玲伊子
- HP：榎本美奈子
- デスク：関口奈津美
- AD：中込洋輔、小林健太、先野々将央、宮本奈美恵、中里美紀、上田剛士、高部浩太朗、橋本直明、原田卓弥、阿部拓
- AP：笠原由貴
- ディレクター：越智優、丸岡秀尚、辻章太郎、名取佑樹、工藤和彦、奈須亮三、田中良和、花木現、児玉アトム、猪川昌哉
- 演出：青木忠明、相澤衆
- プロデューサー：須藤景子、高杉祐一、中垣佐知子（高杉・中垣→共に途中から）
- 演出・プロデューサー：高橋伸幸
- チーフプロデューサー：中居義孝
- 制作協力：NEXTEP、ロングテイル（途中から）
- 製作：テレビ東京